# Vought XF8U-3 Crusader III
El Vought XF8U-3 Crusader III fue un avión de caza estadounidense desarrollado por el fabricante Chance Vought como un sucesor del exitoso programa F-8 Crusader y como competidor del F-4 Phantom II. Aunque se basaba en el F8U-1 y F8U-2, y seguía la designación de la anterior aeronave según el antiguo sistema de la Armada, compartían muy pocas partes entre sí.

## Especificaciones
Referencia datos: The Great Book of Fighters, American Fighter Aircraft, and MiG Master

### Características generales
- Tripulación: 1 piloto
- Longitud: 17,88 m
- Envergadura: 12,16 m
- Altura: 4,98 m
- Superficie alar: 41,8 m²
- Peso vacío: 9.915 kg
- Peso cargado: 14.660 kg
- Peso máximo al despegue: 17.590 kg
- Planta motriz: 1× Turborreactor con postcombustión Pratt & Whitney J75-P-5A.
  - Empuje normal: 73,4 kN 16.500 lbf de empuje.
  - Empuje con postquemador: 131,2 kN 29.500 lbf de empuje.
- Capacidad de combustible: 7.700 litros

### Rendimiento
- Velocidad máxima operativa (Vno): Mach 2,9 a 15.000 m (estimada)
- Velocidad crucero (Vc): 925 km/h
- Alcance: 1.040 km con combustible externo
- Alcance en ferry: 3.290 km
- Techo de vuelo: 18.300 m
- Régimen de ascenso: 165 m/s
- Carga alar: 350 kg/m²
- Empuje/peso: 0,74

### Armamento
- Cañones: 4× Colt Mk 12 de 20 mm (planeado)
- Misiles: 

  - Misiles aire-aire:
    - 3× AIM-7 Sparrow guiados por radar
    - 4× AIM-9 Sidewinder guiados por infrarrojos

### Aviónica
- Sistema de control de armas Raytheon Aero 1B, que incluye:
  - Sistema de control de misiles Autotechnicas AN/AWG-7
  - Radar AN/APQ-50

### Desarrollos relacionados
- F-8 Crusader
- A-7 Corsair II

### Aeronaves similares
- Avro Canada CF-105 Arrow
- McDonnell Douglas F-4 Phantom II
- Grumman XF12F
- Saab 37 Viggen

### Secuencias de designación
- Secuencia F_U (Cazas de la Armada estadounidense, 1922-1962 (Vought, 1922-1962)): ← F6U - F7U - F8U - F8U-3

### Listas relacionadas
- Anexo:Aeronaves militares de los Estados Unidos (navales)